# Прва бокељска бригада
Прва бокељска бригада НОВЈ формирана је 5. октобра 1944. године у селу Зупцима код Требиња. У њен састав ушла је Група бокељских батаљона (укупно 4 батаљона) и новопридошло људство, укуипно 800 бораца. Бригада је била у саставу Приморске оперативне групе Другог ударног корпуса НОВЈ.

## Борбени пут бригаде
У подручју Тиватског залива октобра 1944. савладала је немачке посаде у Бијелој, Баошићу, Ђеновићу и Кумбору и пресекла везу Херцег Нови–Рисан, а затим је садејствовала Другој далматинској бригади у нападу на Рисан. Заузела је на јуриш Грковац 12. новембра и до 17. новембра све немачке положаје око села Леденице да би сутрадан са Другом далматинском бригадом заузела и Леденицу и тиме пресекла помоћни правац одступања њемачког 21. корпуса. Њена два батаљона ослободила су 22. новембра Будву, 24. новембра Бар, а 26. новембра Улцињ. Потом се пребацила у ријечку и љешанску нахију. Заједно са Десетом црногорском бригадом ослободила је 9. децембра Даниловград, 16. децембра Спуж, 18. новембра продрла је у Подгорицу, а 31. децембра у Мојковац и у садејству са Трећом санџачком бригадом ослободила 10. јануара 1945. Пријепоље. Фебруара 1945, у саставу 24. српске дивизије пребачена је у Метохију, где је до маја 1945. чистила ту територију од балистичких и осталих одметничких снага.